# Moncassin
Moncassin är en kommun i departementet Gers i regionen Occitanien i sydvästra Frankrike. Kommunen ligger i kantonen Mirande som tillhör arrondissementet Mirande. År 2022 hade Moncassin 124 invånare.

## Befolkningsutveckling
Antalet invånare i kommunen Moncassin
Referens:INSEE